# Manuel de Mello
Manuel Augusto José de Mello GOC • GCB • GCMAI (São Martinho, Sintra, 26 de Julho de 1895 – Prazeres, Lisboa, 15 de Outubro de 1966) foi um empresário português.

## Biografia
Manuel de Mello descendia da alta aristocracia portuguesa por via paterna — a família, com ligações estreitas à Casa Real, tinha os títulos que remontam ao Antigo Regime, de Conde de São Lourenço, de Marquês de Sabugosa e de Conde do Cartaxo.  
A família materna — os Lima Mayer —, em que sobressai a figura do negociante Adolfo de Lima Mayer (seu avô), era de origem judaica e tinha ascendência francesa (tendo o seu trisavo, Antônio Simão Mayer chegado a Portugal durante as invasões napoleónicas (era capitão no Exercito do General Junot)).  
Depois da instauração da República, Manuel de Mello foi mandado para a Suíça, onde frequentou, sem concluir, o Curso Superior de Comércio, no Instituto Comercial de Zurique.
No cumprimento do serviço militar, no Exército Português (arma de Artilharia), chegou a ser mobilizado para a Primeira Guerra Mundial, na patente de Oficial Miliciano.

Casado com Amélia da Silva, filha do maior industrial da primeira metade do século XX português, Alfredo da Silva, veio a dedicar a sua vida ao grupo empresarial por este iniciado — o Grupo CUF. De resto, passaria à historia a resposta de Alfredo da Silva a Manuel de Mello, quando este lhe propôs o casamento com a sua filha:  
| “ | Casa-se também com a CUF? | ” |

Em virtude do casamento, Manuel de Mello cedo iniciaria funções no Grupo, com apenas 23 anos. Aos 47, apos a morte do sogro, e acumulando uma longa experiencia, assumia a sua liderança. 
Durante o seu período na CUF, o grupo consolidou-se e conheceu um forte crescimento e expansão, diversificando de maneira muito significativa as suas áreas de negocio — desde logo, cresceu no setor químico (setor que remonta aos primórdios da Companhia União Fabril), com a criação da União Fabril do Azoto (1948) —; além disso, expandiu a sua atividade a um sem numero de áreas — entre outras, às industrias extrativas, por exemplo, com a Companhia Portuguesa do Cobre; à indústria agroalimentar (azeites, óleos alimentares, bebidas, etc.), através, nomeadamente, da Sovena e da Compal; às celuloses, com a participação na fundação da Celbi; no têxtil, entre outros, com a Companhia Têxtil do Punguè; nos detergentes, com a Sonadel; nos componentes elétricos, com a Efacec; na construção e reparação naval, com a concessão dos Estaleiros Navais de Viana do Castelo e a fundação da Lisnave; nos transportes, aéreos e marítimos, com a TAP, a Soponata e a Companhia Nacional de Navegação (operações realizadas via a sociedade afim da CUF, Sociedade Geral de Indústria Comércio e Transportes, por vezes designada apenas como "Sociedade Geral" (de que Manuel de Mello foi igualmente administrador-gerente)); na promoção imobiliária e turística, com a Sodim; na banca e nos seguros, com a aquisição do Banco Aliança, do Porto, formando o Banco Totta-Aliança (o Totta fora adquirindo ainda no tempo de Alfredo da Silva) e com o desenvolvimento da seguradora Império. 
Manuel de Mello permaneceu na administração da empresa ate meados dos anos 1960, quando a doença de Parkinsson o levou a delegar funções no seu filho mais velho, Jorge de Mello, ao qual se juntaria o mais novo, José Manuel. Seriam os dois filhos rapazes, bem como irmão de Manuel, Diogo de Mello, e o primo Antonio Vasco — entre outros quadros de fora da família que chegavam a gestao da empresa, que se foi profissionalizando — a assegurar a continuidade do Grupo CUF. 
Na terceira geração da família (uma geração "Silva", uma "José de Mello" e outra "Silva/ José de Mello"), representada pelos filhos de Manuel, o Grupo continuou a crescer — chegou aos anos 1970 como a quinta indústria química da Europa e o maior grupo empresarial da Península Ibérica.
Além do empenho na consolidação da posição do Grupo na economia, reconhece-se na liderança de Manuel de Mello o investimento no bem-estar social dos seus colaboradores, de que são exemplos a construção do primeiro Hospital da CUF, próximo da Avenida Infante Santo, em Lisboa, inaugurado em 1945; o forte investimento na promoção do desporto, em torno do Clube União Fabril, criado em 1937; as colônias de ferias para as famílias dos trabalhadores, situadas em Sintra. De referir que, aquando do 25 de abril de 1974, o Grupo CUF contabilizava mais de 100 mil colaboradores.
Morreu a 15 de outubro de 1966, vítima de uremia, aos 71 anos, no Hospital da CUF, freguesia dos Prazeres, em Lisboa. Foi sepultado no Cemitério dos Prazeres.

## Família
Nasceu a 26 de julho e foi batizado a 2 de agosto de 1895 na freguesia de São Martinho, em Sintra. Era filho varão terciogénito de D. Jorge José de Mello, 2.º Conde do Cartaxo, e de sua mulher Maria Luísa de Lima Mayer, doméstica, natural de Lisboa (freguesia de São José), cujo pai era de ascendência Judaica Asquenaze e Sefardita e cuja mãe era prima-irmã do 1.º Visconde de Benalcanfor e sobrinha materna do 1.º Visconde dos Olivais.
A 26 de maio de 1919, casou civilmente em Lisboa (freguesia de Santa Catarina), com Amélia Dias de Oliveira da Silva (Lisboa, Santa Justa, 21 de Dezembro de 1896 – Lisboa, Santa Catarina, 25 de Janeiro de 1958), filha unigénita e universal herdeira de Alfredo da Silva, trineto dum Francês, e de sua mulher Maria Cristina de Resende Dias de Oliveira, trineta dum Italiano. Foram seus filhos Maria Cristina, Jorge, Maria Amélia e José Manuel da Silva José de Mello.
Foi sogro de António Champalimaud e de José Manuel do Espírito Santo Silva, casados, respetivamente, com as suas filhas Maria Cristina e Maria Amélia José de Mello.
Foi tio-avô de Fernando Ulrich e primo-tio-avô de Isabel Moreira.

## Distinções
Foi condecorado pelo Estado Português:
- A 18 de Agosto de 1950, com a Grande Oficial da Ordem Militar de Cristo;

- A 4 de Agosto de 1959, com a Grã-Cruz da Ordem Civil do Mérito Agrícola e Industrial - Classe Industrial;

- A 12 de Janeiro de 1965, com a Grã-Cruz da Ordem de Benemerência.[13]

Foi condecorado pelo Estado Francês:
- Em data desconhecida, com a Comenda da Ordem Nacional da Legião de Honra de França.[3]

Igualmente em sua homenagem foi dado o seu nome à Rua D. Manuel de Mello, no Monte Estoril, em Cascais.